# Euplexidia benescripta
Euplexidia benescripta är en fjärilsart som beskrevs av Louis Beethoven Prout 1928. Euplexidia benescripta ingår i släktet Euplexidia och familjen nattflyn. Inga underarter finns listade i Catalogue of Life.